# Teología del pacto
La teología de las iglesias Reformadas se destaca en la importancia que da a los pactos; un prototipo se encuentra en la teología patrística que fue sistematizada por Agustín de Hipona, quien deduce dos pactos de la Escritura: El pacto de obras y el pacto de gracia. 
Para el primer pacto, las partes fueron Dios y Adán; la promesa del pacto era la vida; la provisa (condición) era la obediencia perfecta de Adán, y la penalidad ante el fracaso era la muerte. Para salvar al hombre del castigo debido a su desobediencia, entró en efecto un segundo pacto hecho desde la eternidad llamado el pacto de gracia. A través del Antiguo Testamento hubo sucesivas proclamaciones de este pacto. 
Se encuentra una muestra de éste en el protoevangelium del Génesis 3:15. Algunas de sus disposiciones fueron reveladas a Noé más tarde (Gn. 9). Luego fue establecido con Abraham (Gn. 12) y con sus descendientes después de él, llegando de este modo a constituir un pacto nacional. Aunque en el Nuevo Testamento se describe este pacto como nuevo, pasajes tales como Ro. 4 y Gá. 3 muestran que esencialmente es el mismo bajo el cual vivieron los creyentes en el Antiguo Testamento. La salvación era por gracia y no por méritos, porque los sacrificios del Antiguo Testamento prefiguraban la muerte expiatoria de Cristo. Pero el mismo pacto se describe como uno mejor  bajo la dispensación del NT, porque ahora no es administrado por Moisés, un siervo, sino por Cristo el Hijo (Heb. 3:5, 6).
El pacto de gracia se trata bajo dos aspectos. En primer lugar, visto desde el lado divino, se habla del pacto de redención. Bajo este aspecto, las partes son Dios y Cristo; la condición es la perfecta obediencia del Hijo hasta el sufrimiento ante la pena impuesta al hombre por su desobediencia: la muerte; y la promesa es la salvación de todos los creyentes. En segundo lugar, existe el lado humano, en el que las partes son Dios y el creyente; la promesa es la vida eterna; y la condición de fe en Jesucristo es la única «obra» requerida de parte del creyente (Jn. 6:29).